# Antonio Graciani
Antonio Graciani é um dos desaparecidos políticos do dia 23 de novembro de 1973, durante o período do regime militar no Brasil, em Copacabana, no Rio de Janeiro. Por não haver relevantes registros sobre Antonio, existem dúvidas sobre sua nacionalidade, história de vida e paradeiro. É um dos casos investigados pela Comissão da Verdade, que apura mortes e desaparecimentos na ditadura militar brasileira.

## Controvérsias e desaparecimento
Segundo o Dossiê Ditadura: Mortos e Desaparecidos Políticos no Brasil (1964-1985), Antonio era brasileiro, morava na Argentina e veio de ônibus para o Brasil em novembro de 1973 junto de um francês Jean Henri Raya e de um argentino Antonio Pregoni, militantes políticos que participavam do Comitê de Solidariedade a Refugiados Políticos na Argentina e estariam no Brasil para comparecer a reuniões.
| “ | De acordo com as informações dos arquivos da CONADEP Comissão Nacional sobre o Desaparecimento de Pessoas, Jean Henri teria viajado para o Brasil com o argentino Antonio Luciano Pregoni e mais uma pessoa, provavelmente um brasileiro chamado Antonio Graciani [...] Depois dessa viagem, todos desapareceram. | ” |

Sem nenhum esclarecimento sobre como se deu o desaparecimento de Graciani, o Dossiê apresenta uma suspeita quanto a veracidade do nome de Antonio Graciano e diz que há uma chance deste ser fictício, o que dificultaria ainda mais o processo investigativo de seu paradeiro. Caso este seja verdadeiro, mais informações sobre ele podem ser encontradas em fichas do arquivo Departamento de Ordem Política e Social (DOPS), pois aos 34 anos ele foi detido pelo DOPS/SP durante uma greve iniciada em 13 de dezembro de 1961, considerada ilegal pelo governo federal. Nascido em Piracicaba, interior do estado de São Paulo, exercia a profissão de mecânico, era casado e filho de Antonio Graciani e Maria Novello Graciani.
Por sua vez, a controvérsia envolvendo a nacionalidade de Graciano se dá a partir uma matéria publicada no jornal argentino Página/12. Antonio Graciani é considerado argentino e vítima de uma operação montada por agentes da ditadura brasileira em conjunto com membros de organizações militares que atuavam na Argentina.
| “ | De acuerdo con la denuncia, los argentinos Lucio Pregone y Antonio Graciani, así como el ciudadano francés Jean-Henri Raya Ribard, todos residentes en Buenos Aires en aquel entonces, fueron detenidos y desaparecidos el 23 de noviembre de 1973 en Copacabana, Río de Janeiro, víctimas de un operativo montado por agentes de la dictadura brasileña en conjunto con miembros de “alguna” organización paramilitar que actuaba por entonces en la Argentina. | ” |